# Tigrioides dimidiata
Tigrioides dimidiata är en fjärilsart som beskrevs av Matsumura 1927. Tigrioides dimidiata ingår i släktet Tigrioides och familjen björnspinnare. Inga underarter finns listade i Catalogue of Life.